# Nucifraga
Nucifraga es un género de aves paseriformes de la familia de los córvidos, que incluye solo a dos especies, comúnmente conocidas como cascanueces. Se distribuyen por el hemisferio norte.

## Especies
- Nucifraga caryocatactes (Linnaeus, 1758)
- Nucifraga columbiana (Swainson, 1827)